# Banjo-Kazooie : La Revanche de Grunty
Banjo-Kazooie : La Revanche de Grunty (Banjo-Kazooie: Grunty's Revenge) est un jeu vidéo de plates-formes sorti en 2003 sur Game Boy Advance. Le jeu a été développé par Rare puis édité par THQ. C'est le troisième jeu de la série Banjo-Kazooie et le second opus dans l'ordre chronologique. Il se situe donc entre Banjo-Kazooie et Banjo-Tooie. C'est le premier jeu développé par Rare sur une console Nintendo après son rachat par Microsoft.
Le jeu est accompagné par une compilation des mini-jeux sur téléphone mobile sous le titre Banjo Kazooie: Grunty's Revenge Missions.

## Histoire
Le jeu débute deux mois après Banjo-Kazooie. Gruntilda la sorcière est toujours enterrée vivante sous un gros rocher. Klungo, son loyal serviteur, n'arrivant pas à libérer sa « maîtresse », construit un corps robot pour y transférer son âme. Grunty étant de retour, elle kidnappe alors Kazooie et remonte 20 ans en arrière pour empêcher le duo de se rencontrer. Grâce à la magie du shaman Mumbo, Banjo parvient à remonter dans le temps pour tenter de la stopper.

## Système de jeu
Le gameplay est similaire à celui du jeu Conker's Pocket Tales. Le jeu rappelle également la série The Legend of Zelda. La caméra étant située en hauteur, elle permet au personnage de se déplacer dans toutes les directions donnant une impression de 3D. Les mouvements des personnages et les graphismes sont issus du premier jeu sur Nintendo 64.

## Développement
Avant que le jeu ne soit terminé, de nombreuses captures d'images montraient Banjo et Kazooie en train de voler. Dans une récente édition de Scribes, Leigh Loveday a déclaré que cette capacité a été supprimée car cela n'aurait pas fonctionné dans le jeu[réf. nécessaire].